# Abdarainurus
Abdarainurus – wymarły rodzaj dinozaura, zauropoda z grupy tytanozaurów. Jako takson monotypowy rodzaj obejmuje pojedynczy gatunek Abdarainurus barsboldi. Jego skamieniałości znalezione zostały na terenie Mongolii, na północy pustyni Gobi, w okolicy Abdrant Nuru. Spoczywały wśród skał formacji Alagteeg, którą datuje się na kredę późną. Formację tę budują naprzemiennie położone poziome warstwy piaskowców i mułowców. Pozostawiły je po sobie rzeki roztokowe i okresowe jeziorka na równinie zalewowej. Budowa formacji wskazuje na prawie wilgotny klimat. Opisany w 2020, jest piątym zauropodem z późnokredowej Mongolii, ustępując kwezytozaurowi, nemegtozaurowi, Erketu i opistocelikaudii. Autorzy opisu rodzaju ukuli nową nazwę rodzajową od miejsca znalezienia skamieniałości, nie używszy jednak mongolskiej nazwy Abdrant Nuru, a jej rosyjskojęzycznego odpowiednika Abdarain Nuru. Drugi człon nazwy pochodzi od urus, będącego zlatynizowaną formą greckiego słowa ουρά oznaczającego ogon. Epitet gatunkowy jedynego gatunku oddaje pamięć mongolskiemu paleontologowi Rinczenowi Barsboldowi.
Wszystkie znane pozostałości rodzaju ograniczają się do kręgosłupa ogonowego. Pomimo tego autorzy znaleźli 16 cech wyróżniających rodzaj, niespotykanych bądź rzadkich wśród pokrewnych zwierząt. Zaliczają do nich opistoceliczne trzony kręgów ogonowych (wcześniej opistoceliczne proksymalne kręgi ogonowe opisano jedynie u opistocelikaudii, Abdarainurus wyróżnia się opistocelicznością również środkowych kręgów ogonowych), podłużne grzbiety na ścianach kanału kręgowego, pewne cechy wyrostków i zagłębień kręgów. Pozwoliło to badaczom na przeprowadzenie analizy filogenetycznej. W jej wyniku Abdarainurus zaliczony został do tytanozaurów, aczkolwiek sami autorzy opisu zastrzegają, że wniosek taki może wynikać z braków w wiedzy.